# Pinus longaeva
Pinus longaeva, comummente conhecido como pinheiro-da-califórnia, é uma espécie de pinheiro originária da América do Norte. Faz parte do grupo de espécies de pinheiros com área de distribuição no Canadá e Estados Unidos (com exceção das àreas adjacentes à fronteira com o México). Os pinheiros Pinus longaeva são os seres vivos mais longevos do planeta. Algumas destas árvores têm cerca de cinco mil anos.
Esta espécie cresce nas White Mountains no estado americano da Califórnia. Com uma idade de 4.846 anos, assume-se como o ser vivo conhecido não-clone mais velho do mundo. A árvore tem o nome de Matusalém, em alusão à personagem bíblica mais longeva, chegando à idade de 969 anos.

## Nomes comuns
Além do substantivo «pinheiro-da-califórnia», esta espécie dá ainda pelo seguintes nomes comuns: pinheiro-de-pinhas-cerdosas e pinheiro-das-neves.

### Etimologia
Quanto ao nome científico desta espécie:
- O nome genérico, pinus, provém do latim, hordĕum, e significa «pinheiro».[9]

- O epíteto específico, longaeva, também provém do latim, e significa «velha; velhota»[10], trata-se de uma declinação do étimo, longaevus, que significa «que teve longa vida ou duração; velho; antigo».[11]

## Geografia
A árvore cresce na altitude de 2.900 a 3.000 metros no "Bosque de Matusalém" na Ancient Bristlecone Pine Forest na Floresta Nacional Inyo. A sua localização exata não é divulgada, para a proteger contra o vandalismo.

## Estatuto de árvore mais velha conhecida
Matusalém tinha 4.789 anos quando foi calculado (provavelmente em 1957) por Edmund Schulman e Tom Harlan, com uma data estimada de germinação de 2.833 A.C.
Matusalém foi durante muitos anos considerada a árvore viva mais antiga do mundo, até 2012, quando um Pinus longaeva mais antigo foi descoberto e depois anunciado em 2013.

## Galeria

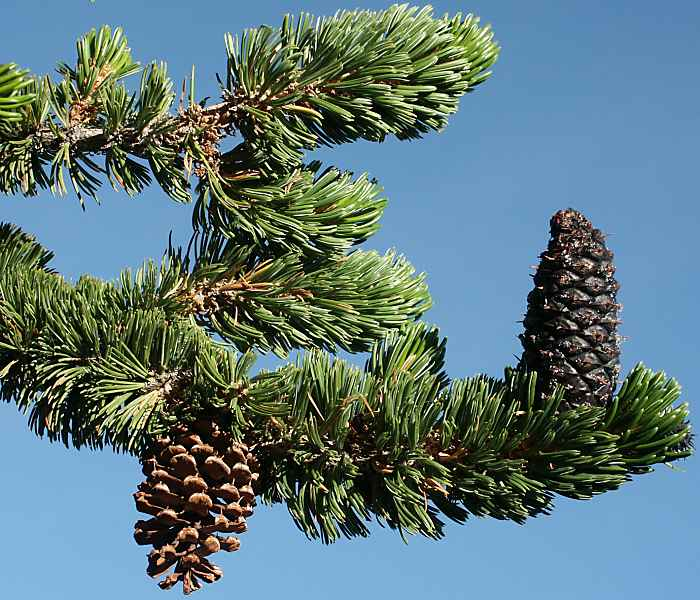
Detalhe de um ramo com dois cones, um maduro e outro não
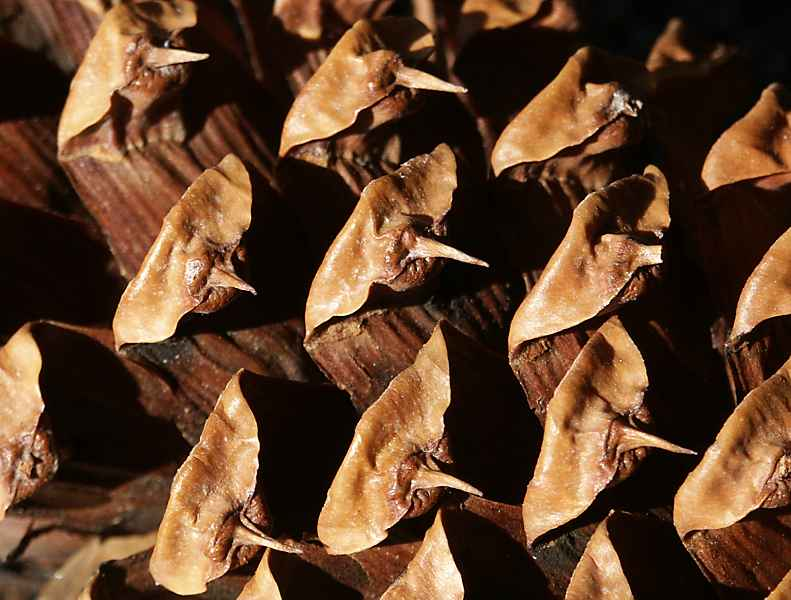
Detalhes de um cone
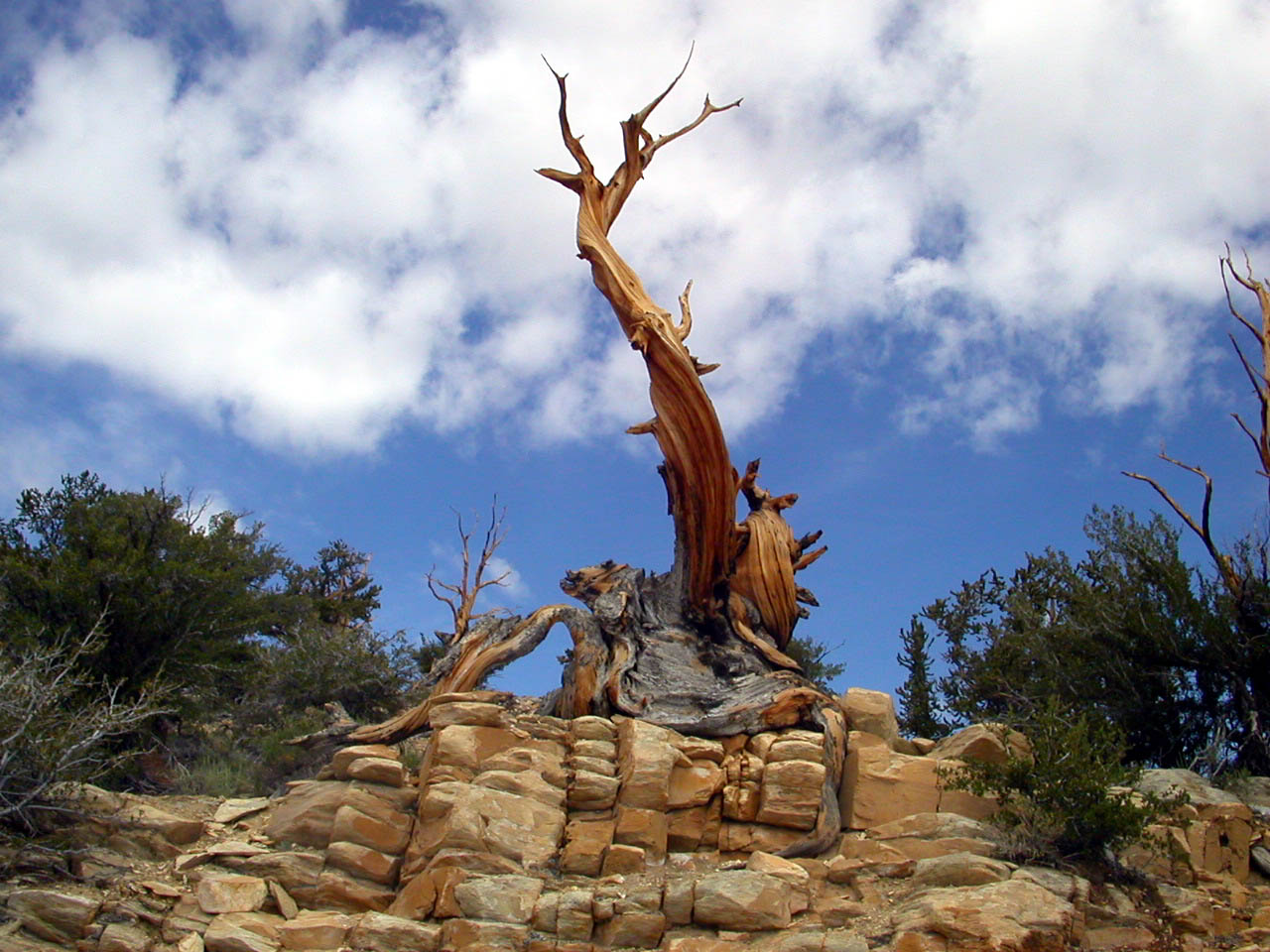
Uma espécie velha, White Mountains, Califórnia